# بحيرة لوون (نيويورك)
بحيرة لوون، بحيرة موقعها في كوهكتون، ( نيويورك). تحتوي على أنواع عديدة من الاسماك الموجودة في البحيرة ومنها سمكة ارجموث، سمك الفرخ الأصفر، بوليهيد الأسود، سيسكو، السمكة الصخرية، سمكة سمولموث، بيكريل، بوليهيد، البني، وسمك شمس بذر اليقطين. يمكن الوصول مقابل رسوم عن طريق إطلاق قارب على الشاطئ الغربي قبالة طريق لاف ألوت.